# アン・ローク・ライト
ヘレン・アン・ローク・ライト（Helen Ann Rork Light、1908年6月12日 – 1988年1月23日）は、アメリカ合衆国のサイレント映画女優。女優としてはアン・ロークという名前でクレジットされていた。

## 生い立ち
出生名ヘレン・アン・ロークとして、1908年6月12日にコネチカット州ダリエンで生まれる。父親のサム・E・ロークはファースト・ナショナル・ピクチャーズの映画プロデューサー、母親ヘレンの旧姓はウェルチである。俳優のウィル・ロジャースが彼女のゴッドファーザーだった。

## 経歴
1926年、サイレント映画『The Blonde Saint』、『Old Loves and New』に出演、翌1927年にも『The Notorious Lady』、『A Texas Steer』、『The Prince of Headwaiters』に出演。共演者には、ウィル・ロジャースやルドルフ・ヴァレンティノなどが含まれている。

## 私生活
彼女は5回結婚している。最初の夫は1932年から1935年まで、カリフォルニア州サンフランシスコの石油相続人ジャン・ポール・ゲティ。彼らにはジョン・ポール・ゲティ・ジュニアとゴードン・ゲティという2人の息子が生まれた。長男のジョンには誘拐事件で知られるジョン・ポール・ゲティ3世やゲッティイメージズの共同創業者マーク・ゲティなど5人の、次男のゴードンには7人の孫がいた。
その後、3人の男性と続けて結婚。1960年、5番目の夫であるルドルフ・A・ライト博士と結婚。彼は製薬会社アップジョン社の後継者で、テネシー州ナッシュビルのヴァンダービルト大学の脳神経外科学教授であった。

## 死去
1988年1月23日、ヴァンダービルト大学医療センターで肺気腫と肺癌のため79歳で亡くなった。彼女は夫のルドルフ・ライト博士とともにフロリダ州ウェストパームビーチのロイヤルパーム霊園に埋葬されている。